# Jolina Huhnstock
Jolina Huhnstock (geboren am 4. Mai 2001) ist eine deutsche Handballspielerin.

## Karriere
Die 1,79 Meter große Kreisläuferin spielte beim SV 1887 Schlotheim, wechselte dann ans Sportgymnasium Erfurt. Sie spielte in der A-Jugend und in der dritten Liga bei der zweiten Mannschaft des Thüringer Handball Club Erfurt-Bad Langensalza. In der Bundesliga-Saison 2020/21 wurde sie auch in der ersten Mannschaft des Thüringer HC eingesetzt. Zum Saisonbeginn 2021/22 wechselte Jolina Huhnstock zur HSG Bad Wildungen. Seit dem Sommer 2024 läuft sie für den Bundesligisten Buxtehuder SV auf.
Huhnstock gab am 24. Oktober 2024 ihr Länderspieldebüt für die deutsche Nationalmannschaft.

## Privat
Ab 2021 absolviert sie eine Ausbildung im Bereich Chemie.